# أيمافيلي
أيمافيلي، (بالإنجليزية: Aymavilles)، هي مدينة و(بلدية) في منطقة وادي أوستا في شمال غرب إيطاليا.

## السكان
في سنة 1861 بلغ عدد السكان 1٬921 نسمة، وتطور العدد ليصل في سنة 2011 لـ 2٬072 نسمة.
يظهر هذا المخطط البياني تطور النمو السكاني لـ أيمافيلي